# Aufseß (Adelsgeschlecht)

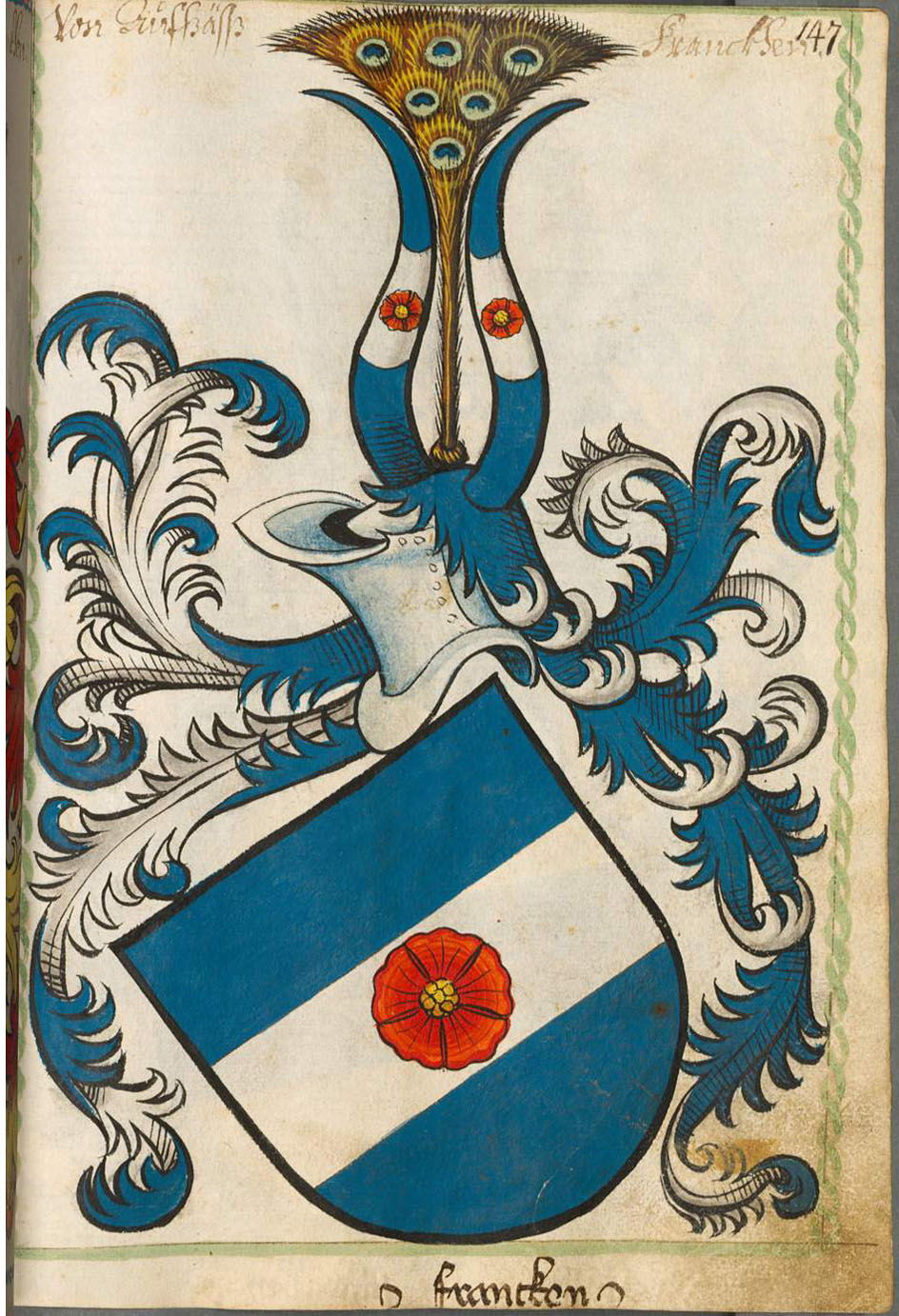
Wappen nach dem Scheibler’schen Wappenbuch

Die Aufseß sind ein fränkisches Uradelsgeschlecht mit gleichnamigem Stammhaus in Aufseß im Landkreis Bayreuth. Sie waren freie Reichsritter und gehörten der Reichsritterschaft im Fränkischen Ritterkreis an.

## Geschichte

### Ursprung
Die Aufseß wurden mit dem Edelfreien „Herolt de Ufsaze“ im Jahr 1114 erstmals urkundlich erwähnt, er trat damals als Treuhänder des Bamberger Stifts St. Jakob auf. Die direkte Stammreihe begann mit Otto von Aufseß (erwähnt 1296). Die Stammsitze der Familie sind die Schlösser Unteraufseß, Freienfels und Wüstenstein über dem Aufseß- und dem Wiesenttal in der Fränkischen Schweiz (Oberfranken).

### Familiengeschichte

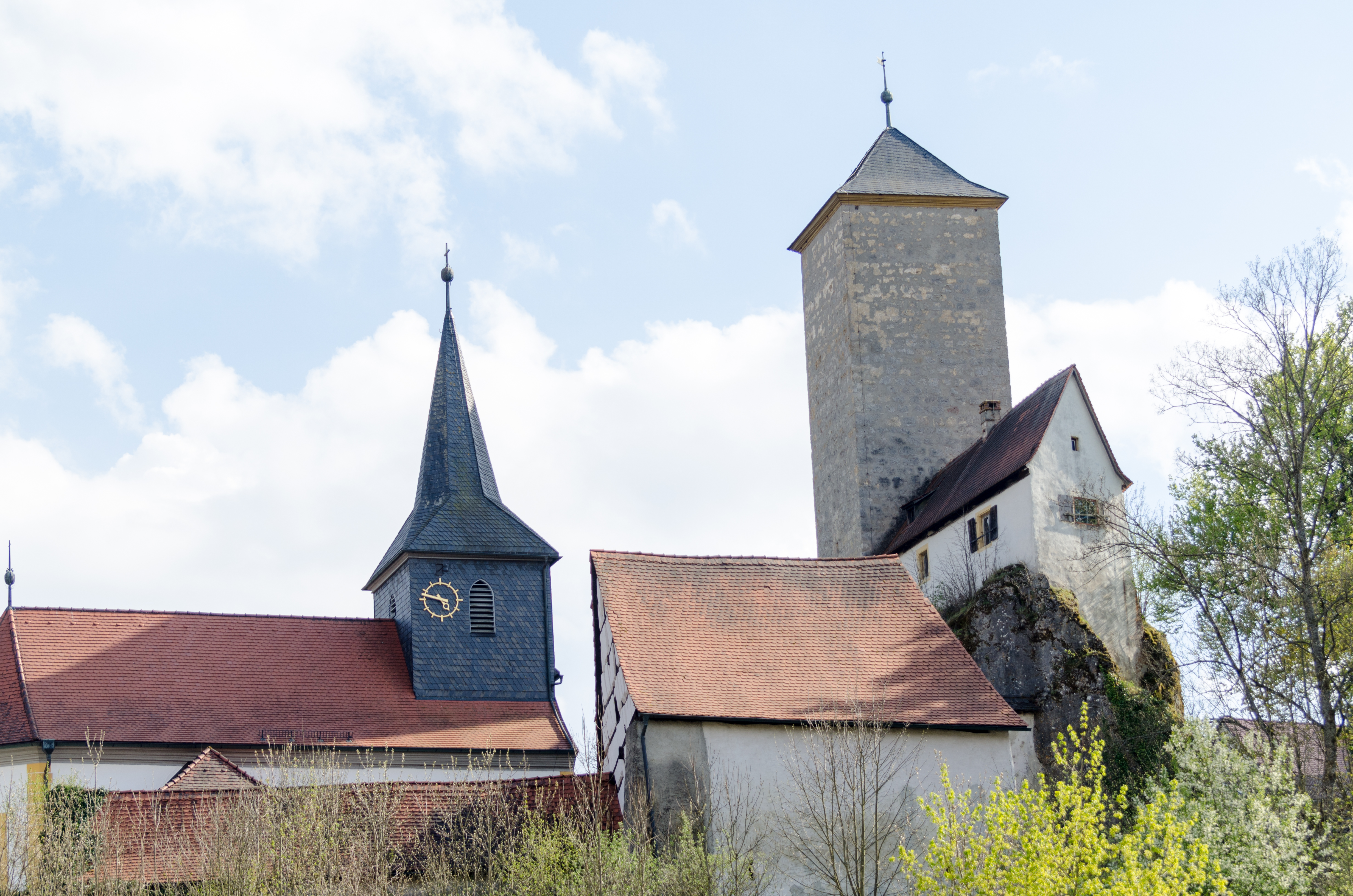
Burg Aufseß aus dem 12. Jhd.

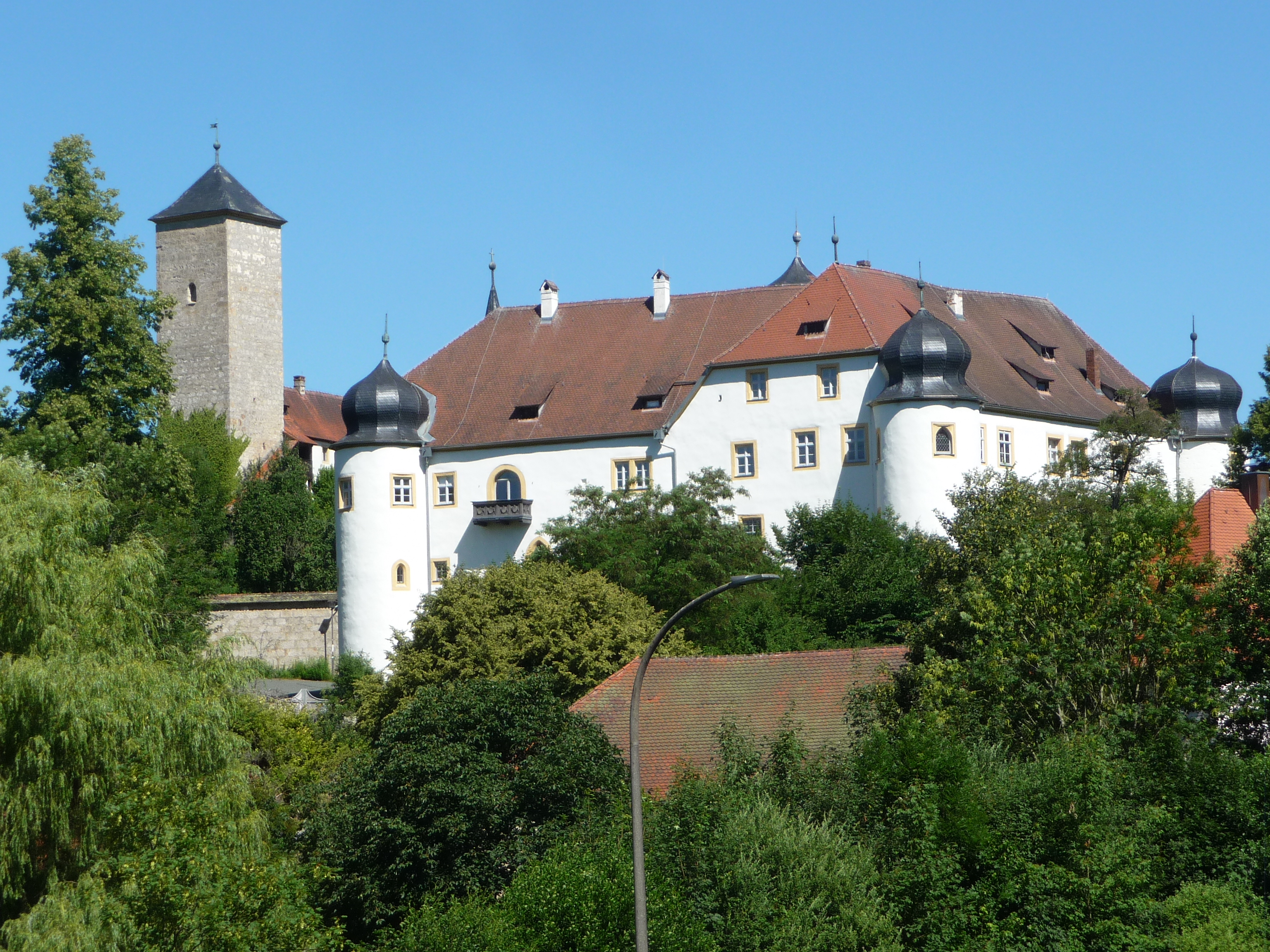
Schloss Unteraufseß und der Bergfried der Burg

Die Burg Aufseß (heute: Unteraufseß) auf einem Hügel im Ort Aufseß ist der Stammsitz der Familie. Die Bezeichnung Unteraufseß ergab sich erst in Abgrenzung zum ab 1690 errichteten und höher gelegenen Schloss Oberaufseß, davor hieß die Anlage jahrhundertelang nur Burg Aufseß. Der mittelhochdeutsche Name Ufsaze bedeutet ‚auf (dem Felsen) sitzen‘ und nimmt auf die Lage des Bergfrieds Bezug, der auf einem kleinen Felssporn sitzt. Der Ursprung der Burg könnte ins frühe 11. Jahrhundert zurückgehen; der Sage nach soll 1007 ein Ritter „Heinrich von Ufsaze“ zusammen mit König Heinrich, dem späteren Kaiser Heinrich II., ins Frankenland gezogen sein. Tatsächlich gründete König Heinrich im November des Jahres 1007 das Bistum Bamberg und die Burg Aufseß war möglicherweise Teil des Schutzgürtels, der das junge Bistum gegen Einfälle aus dem Osten schützen sollte.
Otto I. von Aufseß erhielt 1323 das Hofamt eines Erbschenken des Hochstifts Bamberg, das bis zum Ende des Alten Reiches 1806 immer von einem Mitglied der Familie ausgeübt wurde. 1387 verlieh König Wenzel von Böhmen der Familie die Blutgerichtsbarkeit, welche von späteren Kaisern bestätigt wurde. Dennoch kam es deswegen mit dem Hochstift Bamberg zu langandauernden Streitigkeiten. Auch dieses Privileg hatte Bestand bis zum Ende des Alten Reiches.
Die Burg Aufseß entwickelte sich im Spätmittelalter zur Ganerbenburg, auf der mehrere Linien der Familie gemeinsam wohnten. 1395 setzte Otto I. von Aufseß zur Besitzstandssicherung einen Burgfriedensvertrag auf, der auch Regelungen des gemeinsamen Lebens auf dem Burgareal betraf.
Die Familie stellte mehrere Domherren in Bamberg und Würzburg und mit Friedrich III. von Aufseß († 1440) einen Fürstbischof von Bamberg.
Carl Sigmund von Aufseß erwirkte 1714 die Erhebung der Gesamtfamilie in erblichen Reichsfreiherrenstand. Die Familie teilte sich im frühen 19. Jahrhundert in die I. Linie (Unteraufseß), die lutherisch und katholisch ist, und die II., lutherische Linie (Oberaufseß). Beide besitzen bis heute ihre jeweiligen Stammsitze.

### Besitzgeschichte
Die von Aufseß erbauten oder erwarben in der Fränkischen Schweiz 17 Burgen: Unteraufseß, Wüstenstein, Schloss Freienfels, Schloss Oberaufseß, Höchstaufseß, Königsfeld I, Heroldstein, Heckenhof, Neidenstein a. d. Wiesent, Sachsendorf, Stechendorf, Truppach I und III, Veilbronn I, Weiher I und II an der Wiesent und Wolkenstein. Besitzanteile hatten sie an Hagenbach, Kainach, Königsfeld II, Neuhaus, Mengersdorf, Reifenberg, Veilbronn II, Wadendorf und Waischenfeld. Bei Hof verfügten sie über einen Ansitz in Hofeck.

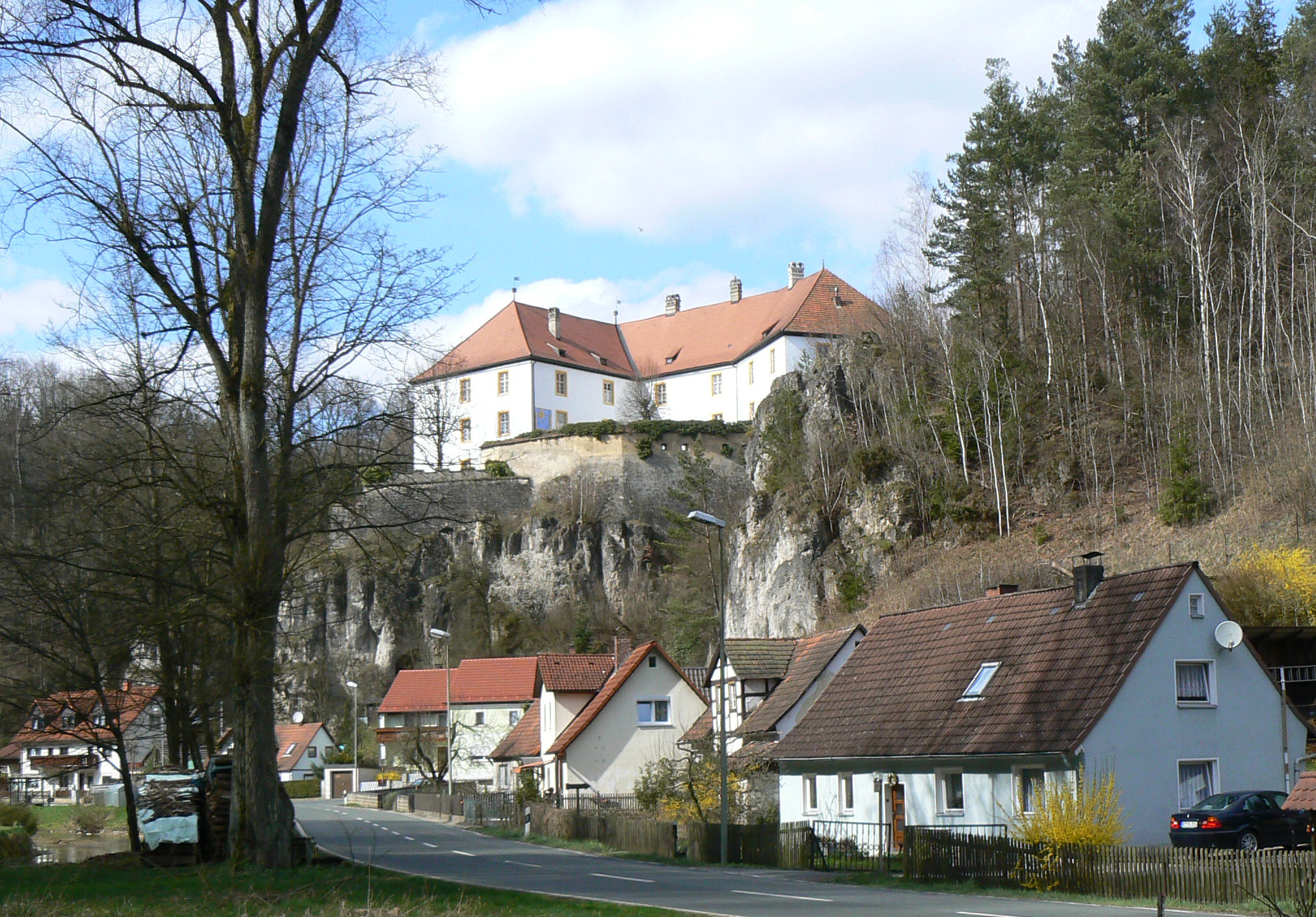
Schloss Freienfels

Die Burg Freienfels wurde um 1280 bis 1300 etwa acht Kilometer nördlich von Außseß im Wiesenttal durch den Ritter Otto von Aufseß (1296–1338) erbaut. Sie stand auf freiem Grund und Boden und war damit reichsunmittelbar. Im Bauernkrieg 1525 brannten aufständische Bauern die Burg nieder; danach baute sie Ritter Pankraz von Aufseß wieder auf. Nach erneuten Eroberungen und Verwüstungen im Dreißigjährigen Krieg sowie anschließenden Familienzwistigkeiten erwarb der Domherr Carl Siegmund Freiherr von Aufseß die Burg im Jahre 1690, riss die stark zerfallene Burg ab und errichtete auf ihren Fundamenten zwischen 1693 und 1701 das jetzige barocke Schloss. 1867 verkaufte die Familie Schloss und Grundbesitz in Freienfels.
Die dritte Stammburg des Geschlechts stand in Wüstenstein, einige Kilometer südlich von Aufseß im Aufseßtal. Sie wurde 1327 erstmals erwähnt, 1430 und erneut 1525 zerstört und anschließend jeweils wiederaufgebaut. Das heutige Schloss Wüstenstein wurde im 18. Jahrhundert durch die Familie von Brandenstein unter Verwendung des älteren Kerns errichtet.

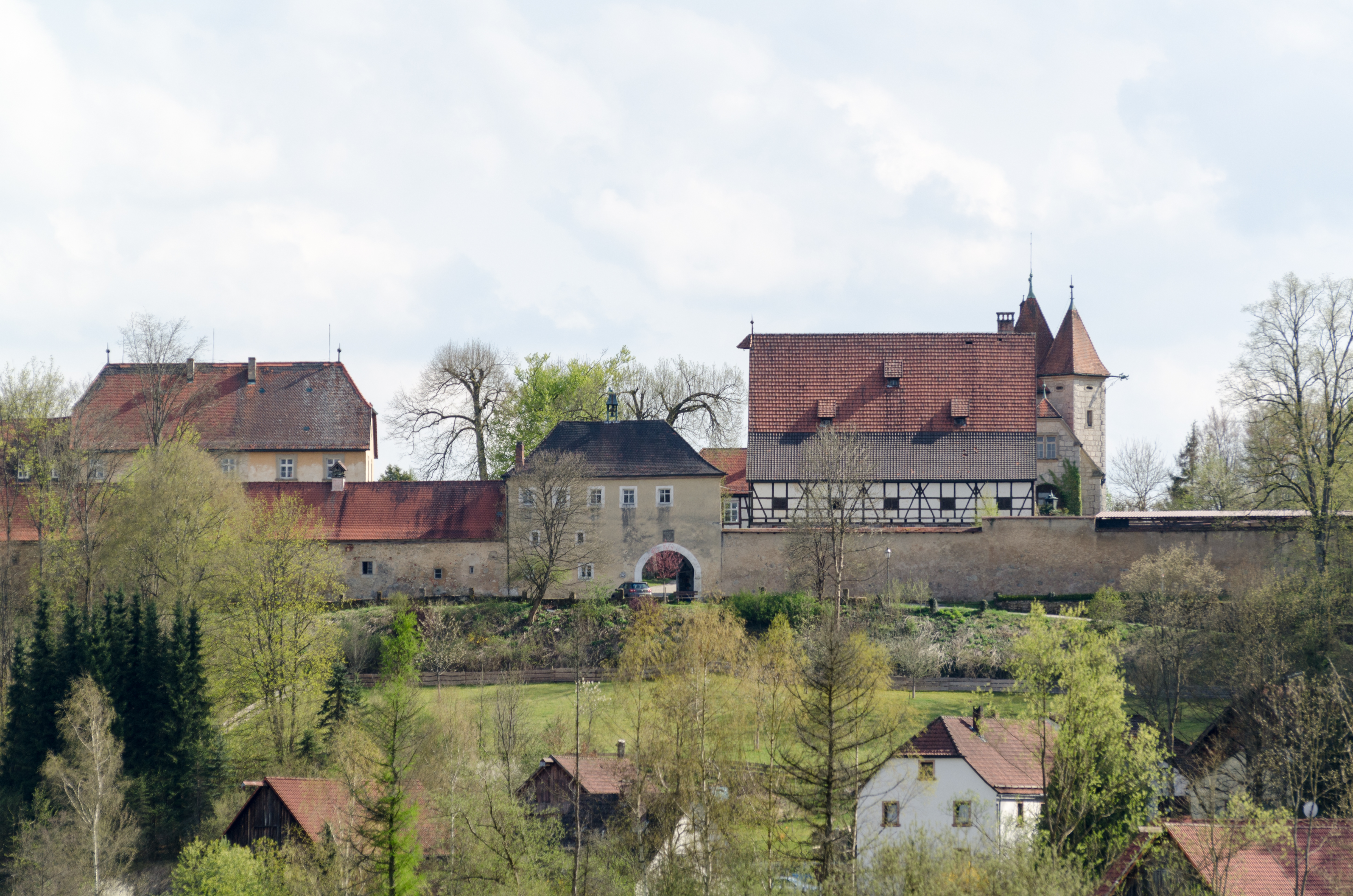
Schloss Oberaufseß

Die Burg Aufseß wurde beim Einfall der Hussiten in Oberfranken 1430, im Bauernkrieg 1525 und im Dreißigjährigen Krieg jeweils belagert oder erobert. Im Jahre 1676 kam die Stammburg an die Brüder Friedrich und Karl Heinrich von Aufseß, die jedoch in Streit gerieten, weshalb Karl Heinrich sich ab 1690 ein Stück weiter nördlich im Aufseßtal das für diese Zeit relativ stark befestigte Schloss Oberaufseß erbauen ließ. Friedrich ließ in der Burganlage von Aufseß neben dem mittelalterlichen Bergfried das Schloss Unteraufseß wiederherstellen und erbaute 1677 den Ostflügel neu. Die Trennung der Familie in eine protestantische und eine katholische Linie führte zu Spannungen, vor allem beim Wiederaufbau der Schlosskirche. Beide Schlösser, Unter- und Oberaufseß, befinden sich bis heute im Familienbesitz und können besichtigt werden.
In Königsfeld entspringt die Aufseß, ein 23 Kilometer langer Bach, der bei Doos in die Wiesent mündet. Der Name geht auf einen karolingischen Königshof zurück, der 741 erstmals erwähnt wurde; im 14. Jahrhundert kam Königsfeld an die Herren von Aufseß, die hier einen (nicht mehr existierenden) Rittersitz errichteten.
Das Schloss Höchstaufseß wurde von Friedrich von Aufseß nach 1690 erbaut und ist bereits 1718 abgebrannt.
Carl Theodor Freiherr von Aufseß (1686–1742), fürstbischöflicher Domherr und Geheimrat, ließ sich um 1726 in der Bamberger Karolinenstraße 26 ein barockes Stadtpalais, das Aufseß-Palais, errichten. Philipp Friedrich von Aufseß (1691–1743) ließ sich 1723 bis 1728 das Aufseßhöflein als Gartenschlösschen erbauen. Der Domkapitular Jodocus Freiherr von Aufseß († 1738) stiftete seinen Nachlass zur Errichtung eines Priesterseminars für Studenten des Bamberger und Würzburger Bistums, womit 1740 das Aufseesianum (Bamberg) errichtet wurde.
Bei Augsburg erbten die Aufseß 1875 das Schloss Elmischwang, das noch im Familienbesitz ist.

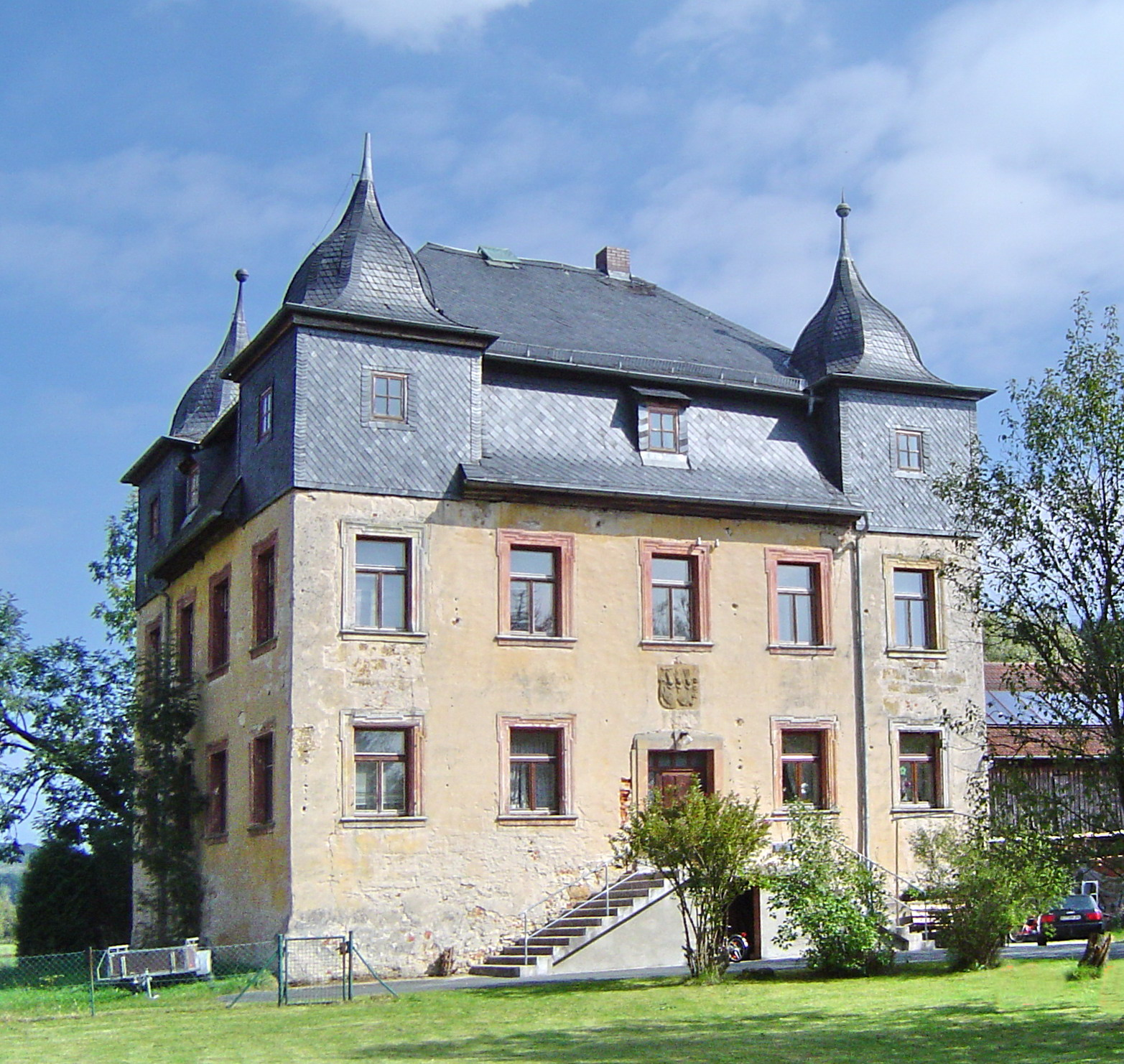
Schloss Truppach
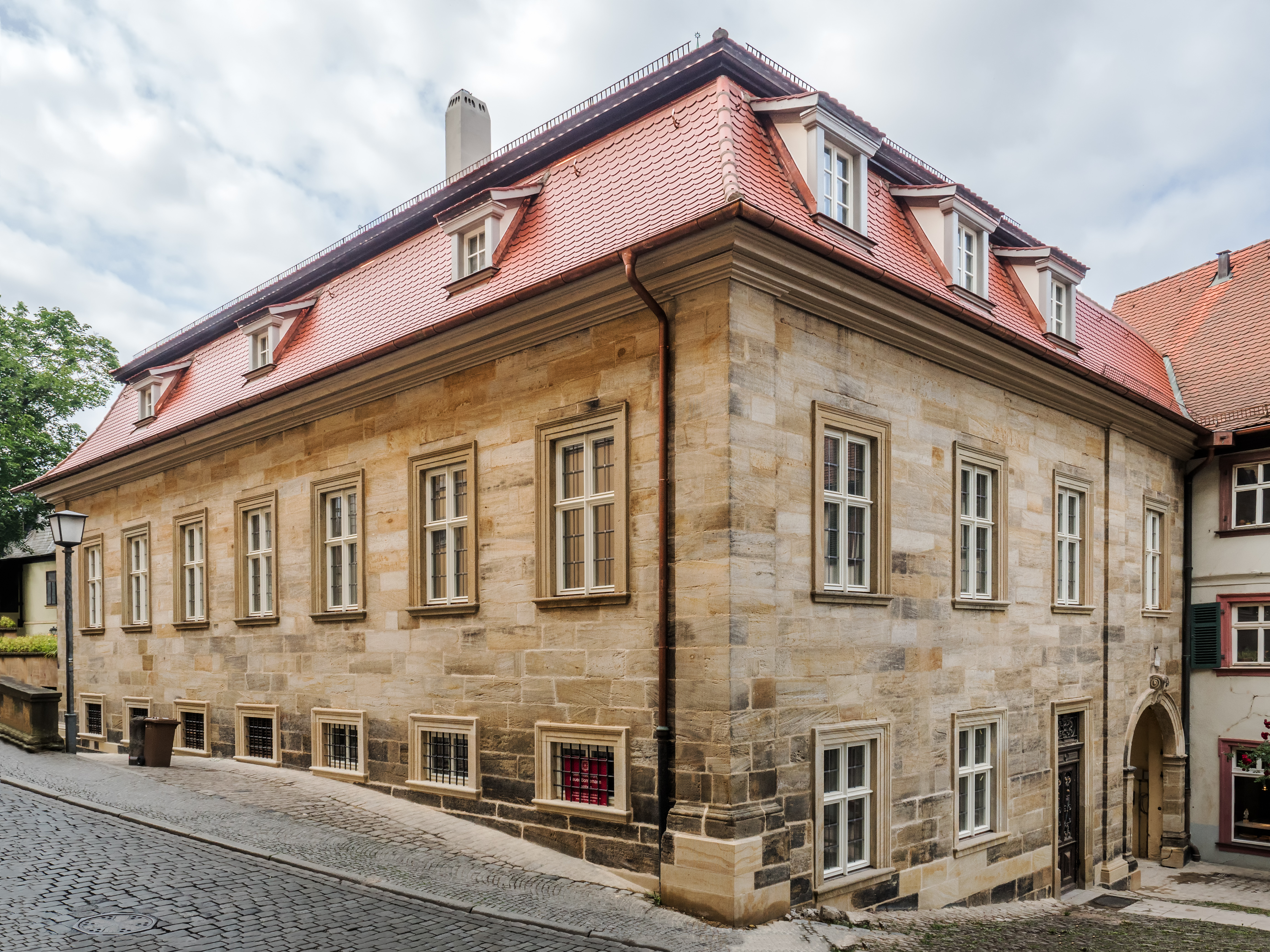
Aufseß-Palais, Bamberg
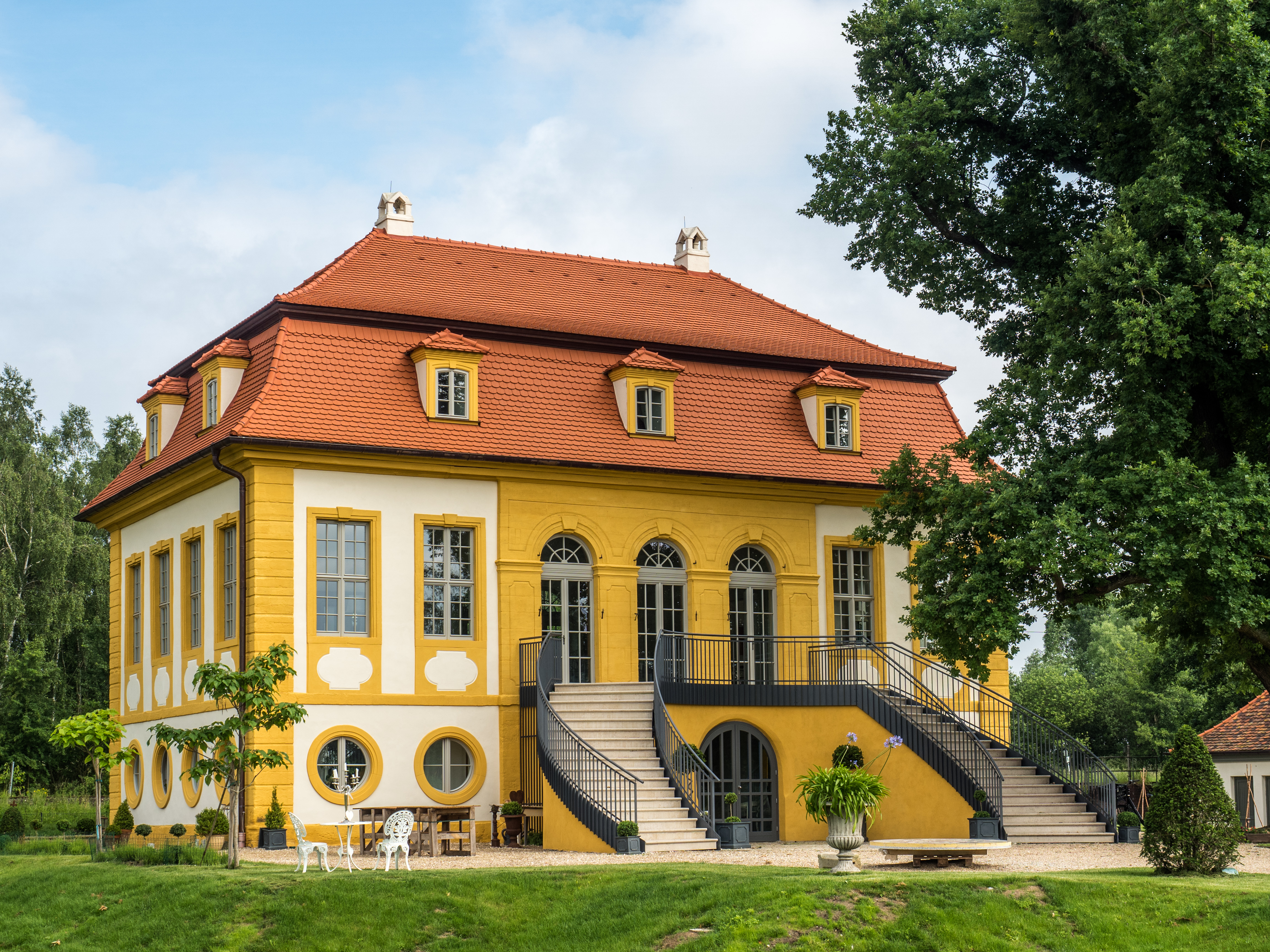
Aufseßhöflein
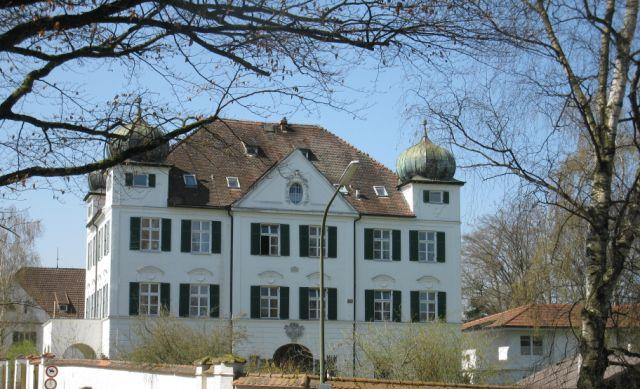
Schloss Elmischwang bei Augsburg

## Standeserhebungen
Am 24. März 1695 wurden Johann Friedrich von Aufseß, kurfürstlich bayerischer Kammerherr, und sein Bruder Christoph Wilhelm von Aufseß in den Reichsgrafenstand erhoben. Am 24. November 1714 erhielten Carl Sigmund, Ernst Alexander, Carl Friedrich, Carl Heinrich und Heinrich Christoph von Aufseß den Reichsfreiherrenstand.
Die Aufseß wurden am 18. Januar 1813 in die bayerische Freiherrenklasse immatrikuliert und bekamen am 28. November 1882 die Genehmigung, sich mit allen Familienangehörigen „Freiherr bzw. Freifrau von und zu Aufseß“ zu nennen.

## Persönlichkeiten
- Albrecht von und zu Aufseß (1925–2013), Forstwirt, Buchautor und Vorstandsvorsitzender des Evangeliums-Rundfunk (ERF) International
- Caroline von Aufseß (1768–1828), Hofdame in Sachsen-Weimar
- Christoph Wilhelm von Aufseß, Regimentschef des Fränkischen Kreis-Dragonerregiments (Chef 1691–1704)[4]
- Conrad von Aufseß, 1422 Amtmann zu Hof
- Friedrich III. von Aufseß († 1440), von 1421 bis 1431 Fürstbischof von Bamberg
- Friedrich Wilhelm von Aufseß (1758–1821), preußischer Gutsherr und Jurist
- Gunter von Aufseß, Domherr von Bamberg
- Jodokus Bernhard von Aufseß (1671–1738), Domherr in Bamberg und Würzburg und Stifter des Aufseesianums in Bamberg
- Hans von und zu Aufseß (1801–1872), Gründer des Germanischen Nationalmuseums
- Hubert Friedrich Karl von und zu Aufseß (1868–1940), bayerischer Oberregierungsrat, stv. Generalstaatskommissar, publizistischer Wegbereiter des Hitlerputsches
- Hans Max von Aufseß (1906–1993), fränkischer Schriftsteller
- Hans Werner von Aufseß (1909–1978), Jurist und Verfasser von Regionalpublikationen[5]
- Markus Joseph Hubert von und zu Aufseß (* 1. August 1965), Fußballprofi der SpVgg Bayreuth

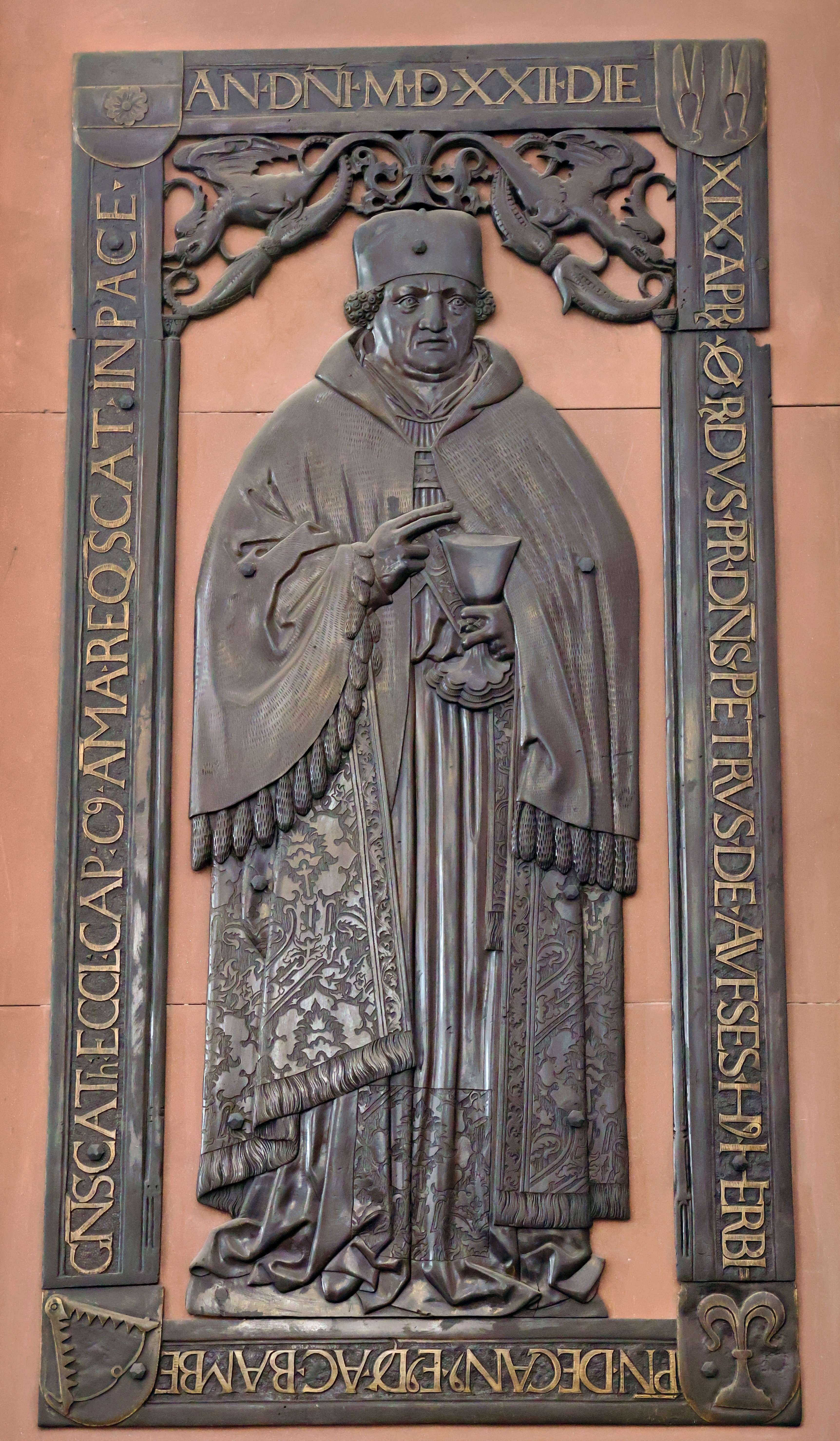
Peter von Aufseß, Domherr in Würzburg († 1522)
Hans von und zu Aufseß (1801–1872), Gründer des Germanischen Nationalmuseums
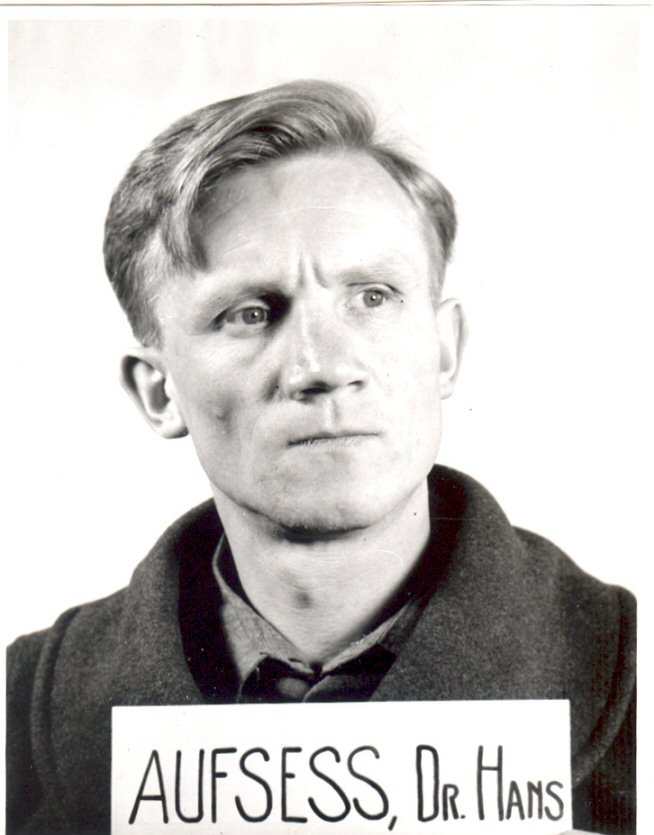
Hans Werner Freiherr von Aufseß als Zeuge bei den Nürnberger Prozessen

## Wappen
Der Wappenschild in Blau zeigt eine rote Rose auf einem silbernen Querbalken. Die Helmdecken sind Silber und Blau. Die Helmzier besteht aus zwei Büffelhörnern, die in mehreren Wappenbüchern das Motiv des Wappenschildes vollständig in der beschriebenen Tingierung wiederholen. Zwischen den Hörnern erhebt sich zentral eine bis mehrere Pfauenfedern.

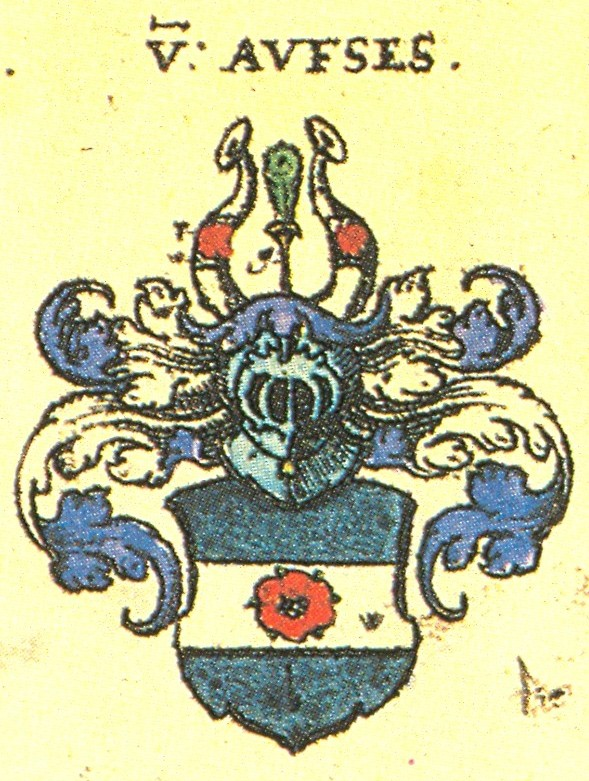
Wappen der Aufseß nach Siebmachers Wappenbuch
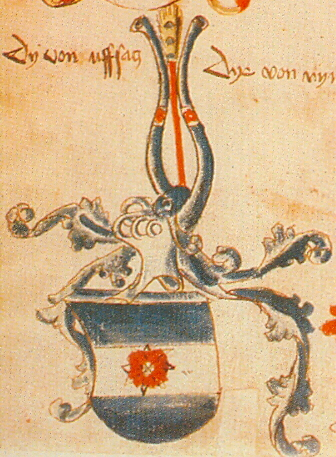
Wappen nach dem Ingeram-Codex
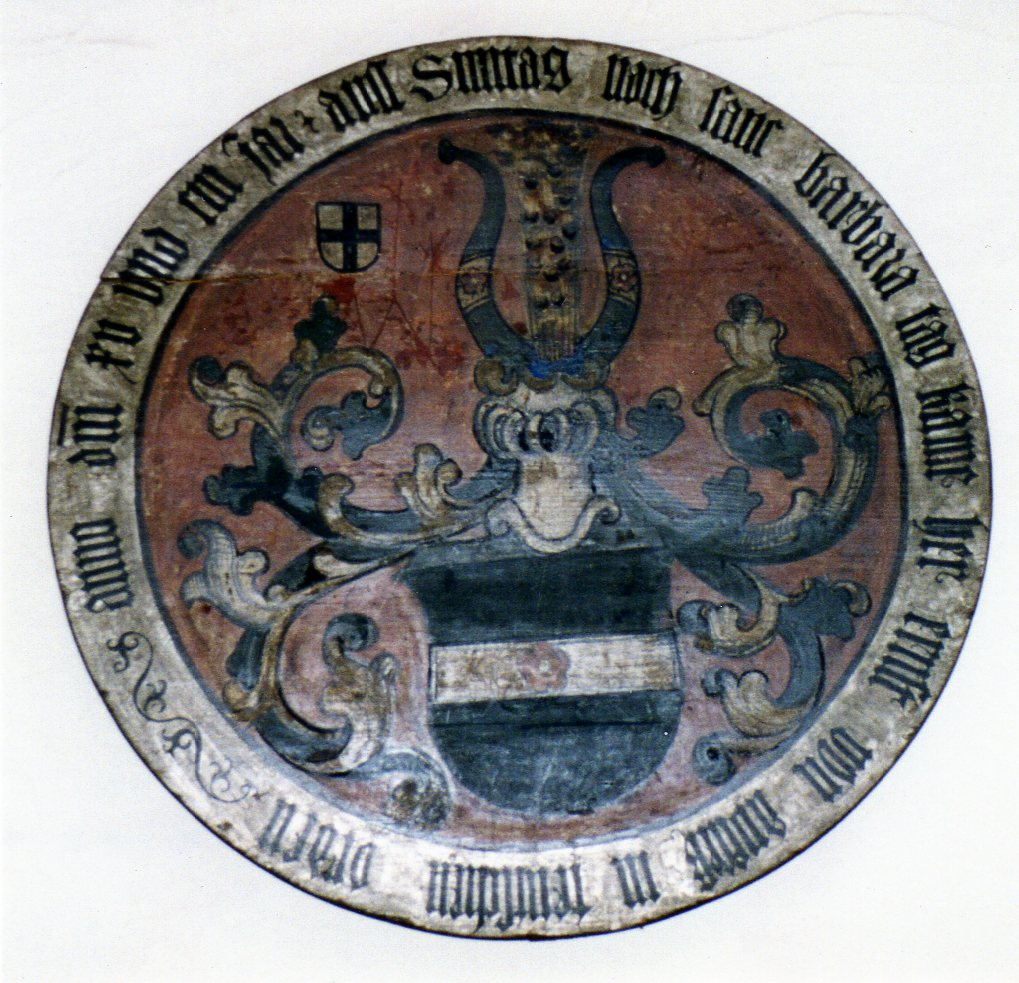
Die Aufseß im Deutschen Orden: Aufschwörschild in St. Jakob in Nürnberg (Ernst von Aufsess)